# Tow Bay
Die Tow Bay (englisch für Schleppbucht) ist eine kleine Bucht an der Westküste von Candlemas Island im Archipel der Südlichen Sandwichinseln. Sie liegt 300 m südlich des Vulcan Point.
Wissenschaftler der britischen Discovery Investigations kartierten sie 1930 von Bord der Discovery II und gaben der Bucht ihren Namen.